# Kvalifikace na Mistrovství světa ve fotbale 2006 (UEFA) – skupina 1
Zápasy této kvalifikační skupiny na Mistrovství světa ve fotbale 2006 se konaly v letech 2004 a 2005. Ze sedmi účastníků si postup na závěrečný turnaj vybojoval vítěz skupiny. Celek na druhém místě v závislosti na žebříčku týmů na druhých místech buď také přímo postoupil (v případě, že byl mezi dvěma nejlepšími), nebo hrál baráž.

## Tabulka
| Tým        | Z  | V  | R | P | GV | GI | +/− | B  |
| ---------- | -- | -- | - | - | -- | -- | --- | -- |
| Nizozemsko | 12 | 10 | 2 | 0 | 27 | 3  | +24 | 32 |
| Česko      | 12 | 9  | 0 | 3 | 35 | 12 | +23 | 27 |
| Rumunsko   | 12 | 8  | 1 | 3 | 20 | 10 | +10 | 25 |
| Finsko     | 12 | 5  | 1 | 6 | 21 | 19 | +2  | 16 |
| Makedonie  | 12 | 2  | 3 | 7 | 11 | 24 | −13 | 9  |
| Arménie    | 12 | 2  | 1 | 9 | 9  | 25 | −16 | 7  |
| Andorra    | 12 | 1  | 2 | 9 | 4  | 34 | −30 | 5  |

## Zápasy
| 18. srpna 2004 20:00                 |          |         |                                                                                |
| Makedonie                            | 3 – 0    | Arménie | Gradski stadion Skopje, Skopje diváci: 4 375 rozhodčí: Anton Guenov, Bulharsko |
| Pandev 5' Šakiri 37' Šumulikoski 90' | (Report) |         | Gradski stadion Skopje, Skopje diváci: 4 375 rozhodčí: Anton Guenov, Bulharsko |

| 18. srpna 2004 20:30 |          |                 |                                                                                 |
| Rumunsko             | 2 – 1    | Finsko          | Stadionul Giuleşti, Bukurešť diváci: 17 500 rozhodčí: Grzegorz Gilewski, Polsko |
| Mutu 50' Petre 90'   | (Report) | Jeremenko 90+3' | Stadionul Giuleşti, Bukurešť diváci: 17 500 rozhodčí: Grzegorz Gilewski, Polsko |

| 4. září 2004 17:00                |          |         |                                                                          |
| Finsko                            | 3 – 0    | Andorra | Ratina Stadion, Tampere diváci: 7 437 rozhodčí: Zeljko Siric, Chorvatsko |
| Jeremenko 42', 64' Riihilahti 58' | (Report) |         | Ratina Stadion, Tampere diváci: 7 437 rozhodčí: Zeljko Siric, Chorvatsko |

| 4. září 2004 20:30 |          |             |                                                                                   |
| Rumunsko           | 2 – 1    | Makedonie   | Stadionul Ion Oblemenco, Craiova diváci: 14 500 rozhodčí: Konrad Plautz, Rakousko |
| Pancu 15' Mutu 88' | (Report) | Vasoski 70' | Stadionul Ion Oblemenco, Craiova diváci: 14 500 rozhodčí: Konrad Plautz, Rakousko |

| 8. září 2004 16:00 |          |                                          |                                                                                           |
| Andorra            | 1 – 5    | Rumunsko                                 | Estadi Comunal d'Aixovall, Andorra la Vella diváci: 1 100 rozhodčí: Knut Kircher, Německo |
| Pujol 28' (pen.)   | (Report) | Cernat 1', 17' Pancu 5', 83' Niculae 70' | Estadi Comunal d'Aixovall, Andorra la Vella diváci: 1 100 rozhodčí: Knut Kircher, Německo |

| 8. září 2004 20:30     |          |       |                                                                          |
| Nizozemsko             | 2 – 0    | Česko | Amsterdam ArenA, Amsterdam diváci: 48 488 rozhodčí: Markus Merk, Německo |
| van Hooijdonk 34', 84' | (Report) |       | Amsterdam ArenA, Amsterdam diváci: 48 488 rozhodčí: Markus Merk, Německo |

| 8. září 2004 21:00 |          |                            |                                                                                 |
| Arménie            | 0 – 2    | Finsko                     | Hanrapetakan Stadium, Jerevan diváci: 2 864 rozhodčí: Paulius Malzinskas, Litva |
|                    | (Report) | Forssell 24' Jeremenko 67' | Hanrapetakan Stadium, Jerevan diváci: 2 864 rozhodčí: Paulius Malzinskas, Litva |

| 9. října 2004 17:00 |          |          |                                                                      |
| Česko               | 1 – 0    | Rumunsko | Toyota Arena, Praha diváci: 16 028 rozhodčí: Roberto Rosetti, Itálie |
| Koller 36'          | (Report) |          | Toyota Arena, Praha diváci: 16 028 rozhodčí: Roberto Rosetti, Itálie |

| 9. října 2004 17:00        |          |                 |                                                                         |
| Finsko                     | 3 – 1    | Arménie         | Ratina Stadion, Tampere diváci: 7 894 rozhodčí: Herbert Fandel, Německo |
| Kuqi 9', 87' Jeremenko 28' | (Report) | Shahgeldyan 32' | Ratina Stadion, Tampere diváci: 7 894 rozhodčí: Herbert Fandel, Německo |

| 9. října 2004 20:30    |          |                     |                                                                                   |
| Makedonie              | 2 – 2    | Nizozemsko          | Gradski stadion Skopje, Skopje diváci: 15 000 rozhodčí: Peter Frojdfeldt, Švédsko |
| Pandev 45' Stojkov 71' | (Report) | Bouma 42' Kuijt 65' | Gradski stadion Skopje, Skopje diváci: 15 000 rozhodčí: Peter Frojdfeldt, Švédsko |

| 13. října 2004 15:00 |          |           |                                                                                              |
| Andorra              | 1 – 0    | Makedonie | Estadi Comunal d'Aixovall, Andorra la Vella diváci: 350 rozhodčí: Stefano Podesci San Marino |
| Bernaus 60'          | (Report) |           | Estadi Comunal d'Aixovall, Andorra la Vella diváci: 350 rozhodčí: Stefano Podesci San Marino |

| 13. října 2004 20:20 |          |                            |                                                                            |
| Arménie              | 0 – 3    | Česko                      | Hanrapetakan Stadium, Jerevan diváci: 3 205 rozhodčí: Jacek Granat, Polsko |
|                      | (Report) | Koller 3', 75' Rosický 30' | Hanrapetakan Stadium, Jerevan diváci: 3 205 rozhodčí: Jacek Granat, Polsko |

| 13. října 2004 20:30                 |          |            |                                                                             |
| Nizozemsko                           | 3 – 1    | Finsko     | Amsterdam ArenA, Amsterdam diváci: 50 000 rozhodčí: Stephen Bennett, Anglie |
| Sneijder 39' van Nistelrooy 41', 63' | (Report) | Tainio 13' | Amsterdam ArenA, Amsterdam diváci: 50 000 rozhodčí: Stephen Bennett, Anglie |

| 17. listopadu 2004 17:30 |          |                        |                                                                             |
| Makedonie                | 0 – 2    | Česko                  | Gradski stadion Skopje, Skopje diváci: 7 000 rozhodčí: Urs Meier, Švýcarsko |
|                          | (Report) | Lokvenc 88' Koller 90' | Gradski stadion Skopje, Skopje diváci: 7 000 rozhodčí: Urs Meier, Švýcarsko |

| 17. listopadu 2004 19:00 |          |            |                                                                                  |
| Arménie                  | 1 – 1    | Rumunsko   | Hanrapetakan Stadium, Jerevan diváci: 1 403 rozhodčí: Frank De Bleeckere, Belgie |
| Dokhoyan 60'             | (Report) | Marica 29' | Hanrapetakan Stadium, Jerevan diváci: 1 403 rozhodčí: Frank De Bleeckere, Belgie |

| 17. listopadu 2004 20:30 |          |                                  |                                                                   |
| Andorra                  | 0 – 3    | Nizozemsko                       | Mini Estadi, Barcelona diváci: 2 000 rozhodčí: Alon Yefet, Izrael |
|                          | (Report) | Cocu 21' Robben 31' Sneijder 78' | Mini Estadi, Barcelona diváci: 2 000 rozhodčí: Alon Yefet, Izrael |

| 9. února 2005 16:00 |          |         |                                                                              |
| Makedonie           | 0 – 0    | Andorra | Gradski stadion Skopje, Skopje diváci: 5 000 rozhodčí: Johan Verbist, Belgie |
|                     | (Report) |         | Gradski stadion Skopje, Skopje diváci: 5 000 rozhodčí: Johan Verbist, Belgie |

| 26. března 2005 17:00                      |          |                                           |                                                                                 |
| Česko                                      | 4 – 3    | Finsko                                    | Stadion Na Stínadlech, Teplice diváci: 16 200 rozhodčí: Claus Bo Larsen, Dánsko |
| Baroš 7' Rosický 34' Polák 58' Lokvenc 87' | (Report) | Litmanen 46' Riihilahti 73' Johansson 79' | Stadion Na Stínadlech, Teplice diváci: 16 200 rozhodčí: Claus Bo Larsen, Dánsko |

| 26. března 2005 18:00        |          |           |                                                                            |
| Arménie                      | 2 – 1    | Andorra   | Hanrapetakan Stadium, Jerevan diváci: 2 100 rozhodčí: Joseph Attard, Malta |
| Hakobyan 30' Khachatryan 73' | (Report) | Silva 56' | Hanrapetakan Stadium, Jerevan diváci: 2 100 rozhodčí: Joseph Attard, Malta |

| 26. března 2005 20:00 |          |                   |                                                                                        |
| Rumunsko              | 0 – 2    | Nizozemsko        | Stadionul Giuleşti, Bukurešť diváci: 16 100 rozhodčí: Luis Medina Cantalejo, Španělsko |
|                       | (Report) | Cocu 1' Babel 84' | Stadionul Giuleşti, Bukurešť diváci: 16 100 rozhodčí: Luis Medina Cantalejo, Španělsko |

| 30. března 2005 16:50 |          |                                                                   |                                                                                            |
| Andorra               | 0 – 4    | Česko                                                             | Estadi Comunal d'Aixovall, Andorra la Vella diváci: 900 rozhodčí: Stefan Messner, Rakousko |
|                       | (Report) | Jankulovski 31' (pen.) Baroš 40' Lokvenc 53' Rosický 90+2' (pen.) | Estadi Comunal d'Aixovall, Andorra la Vella diváci: 900 rozhodčí: Stefan Messner, Rakousko |

| 30. března 2005 20:00 |          |                |                                                                            |
| Makedonie             | 1 – 2    | Rumunsko       | Gradski stadion Skopje, Skopje diváci: 15 000 rozhodčí: Tom Ovrebo, Norsko |
| Maznov 31'            | (Report) | Mitea 18', 58' | Gradski stadion Skopje, Skopje diváci: 15 000 rozhodčí: Tom Ovrebo, Norsko |

| 30. března 2005 20:30          |          |         |                                                                              |
| Nizozemsko                     | 2 – 0    | Arménie | Philips Stadion, Eindhoven diváci: 35 000 rozhodčí: Mattea Trefoloni, Itálie |
| Castelen 3' van Nistelrooy 33' | (Report) |         | Philips Stadion, Eindhoven diváci: 35 000 rozhodčí: Mattea Trefoloni, Itálie |

| 4. června 2005 17:00                                                               |          |           |                                                                        |
| Česko                                                                              | 8 – 1    | Andorra   | Stadion U Nisy, Liberec diváci: 9 520 rozhodčí: Selcuk Dereli, Turecko |
| Lokvenc 12', 92' Koller 30' Šmicer 37' Galásek 52' Baroš 79' Rosický 84' Polák 86' | (Report) | Riera 36' | Stadion U Nisy, Liberec diváci: 9 520 rozhodčí: Selcuk Dereli, Turecko |

| 4. června 2005 20:00 |          |                        |                                                                              |
| Arménie              | 1 – 2    | Makedonie              | Hanrapetakan Stadium, Jerevan diváci: 2 870 rozhodčí: Selcuk Dereli, Turecko |
| Manucharyan 55'      | (Report) | Pandev 29' (pen.), 47' | Hanrapetakan Stadium, Jerevan diváci: 2 870 rozhodčí: Selcuk Dereli, Turecko |

| 4. června 2005 20:30 |          |          |                                                                                  |
| Nizozemsko           | 2 – 0    | Rumunsko | Feijenoord Stadion, Rotterdam diváci: 47 000 rozhodčí: Messimo De Santis, Itálie |
| Robben 26' Kuijt 47' | (Report) |          | Feijenoord Stadion, Rotterdam diváci: 47 000 rozhodčí: Messimo De Santis, Itálie |

| 8. června 2005 17:00                            |          |            |                                                                                        |
| Česko                                           | 6 – 1    | Makedonie  | Stadion Na Stínadlech, Teplice diváci: 14 150 rozhodčí: Arturo Dauden Ibanez Španělsko |
| Koller 41', 45', 48', 52' Rosický 73' Baroš 87' | (Report) | Pandev 13' | Stadion Na Stínadlech, Teplice diváci: 14 150 rozhodčí: Arturo Dauden Ibanez Španělsko |

| 8. června 2005 20:30     |          |         |                                                                               |
| Rumunsko                 | 3 – 0    | Arménie | Stadionul Farul, Constanta diváci: 5 146 rozhodčí: Athanassios Briakos, Řecko |
| Petre 29' Bucur 40', 78' | (Report) |         | Stadionul Farul, Constanta diváci: 5 146 rozhodčí: Athanassios Briakos, Řecko |

| 8. června 2005 21:00 |          |                                                      |                                                                                          |
| Finsko               | 0 – 4    | Nizozemsko                                           | Helsinský olympijský stadion, Helsinky diváci: 37 786 rozhodčí: Alain Hamer, Lucembursko |
|                      | (Report) | van Nistelrooy 36' Kuijt 76' Cocu 85' van Persie 87' | Helsinský olympijský stadion, Helsinky diváci: 37 786 rozhodčí: Alain Hamer, Lucembursko |

| 17. srpna 2005 20:00 |          |                             |                                                                                |
| Makedonie            | 0 – 3    | Finsko                      | Gradski stadion Skopje, Skopje diváci: 6 800 rozhodčí: Matthew Messias, Anglie |
|                      | (Report) | Jeremenko 8', 45' Roiha 87' | Gradski stadion Skopje, Skopje diváci: 6 800 rozhodčí: Matthew Messias, Anglie |

| 17. srpna 2005 21:30 |          |         |                                                                       |
| Rumunsko             | 2 – 0    | Andorra | Stadionul Farul, Constanta diváci: 8 200 rozhodčí: Haim Jakov, Izrael |
| Mutu 29', 41'        | (Report) |         | Stadionul Farul, Constanta diváci: 8 200 rozhodčí: Haim Jakov, Izrael |

| 3. září 2005 16:00 |          |        |                                                                                           |
| Andorra            | 0 – 0    | Finsko | Estadi Comunal d'Aixovall, Andorra la Vella diváci: 860 rozhodčí: Johny Ver Eecke, Belgie |
|                    | (Report) |        | Estadi Comunal d'Aixovall, Andorra la Vella diváci: 860 rozhodčí: Johny Ver Eecke, Belgie |

| 3. září 2005 21:00 |          |       |                                                                        |
| Rumunsko           | 2 – 0    | Česko | Stadionul Farul, Constanta diváci: 7 000 rozhodčí: Terje Hauge, Norsko |
| Mutu 28', 56'      | (Report) |       | Stadionul Farul, Constanta diváci: 7 000 rozhodčí: Terje Hauge, Norsko |

| 3. září 2005 22:00 |          |                    |                                                                              |
| Arménie            | 0 – 1    | Nizozemsko         | Hanrapetakan Stadium, Jerevan diváci: 1 747 rozhodčí: Stuart Dougal, Skotsko |
|                    | (Report) | van Nistelrooy 64' | Hanrapetakan Stadium, Jerevan diváci: 1 747 rozhodčí: Stuart Dougal, Skotsko |

| 7. září 2005 17:30                 |          |              |                                                                               |
| Česko                              | 4 – 1    | Arménie      | Andrův stadion, Olomouc diváci: 12 015 rozhodčí: Alexander Tateosian, Arménie |
| Heinz 47' Polák 52', 76' Baroš 58' | (Report) | Hakobyan 85' | Andrův stadion, Olomouc diváci: 12 015 rozhodčí: Alexander Tateosian, Arménie |

| 7. září 2005 19:00                               |          |            |                                                                            |
| Finsko                                           | 5 – 1    | Makedonie  | Ratina Stadion, Tampere diváci: 6 467 rozhodčí: Kristinn Jakobsson, Izrael |
| Forssell 10', 12', 61' Tihinen 41' Jeremenko 54' | (Report) | Maznov 48' | Ratina Stadion, Tampere diváci: 6 467 rozhodčí: Kristinn Jakobsson, Izrael |

| 7. září 2005 20:30                                 |          |         |                                                                               |
| Nizozemsko                                         | 4 – 0    | Andorra | Philips Stadion, Eindhoven diváci: 34 000 rozhodčí: Attila Hanacsek, Maďarsko |
| van der Vaart 23' Cocu 27' van Nistelrooy 43', 89' | (Report) |         | Philips Stadion, Eindhoven diváci: 34 000 rozhodčí: Attila Hanacsek, Maďarsko |

| 8. října 2005 17:00 |          |                 |                                                                                         |
| Finsko              | 0 – 1    | Rumunsko        | Helsinský olympijský stadion, Helsinky diváci: 11 500 rozhodčí: Anton Guenov, Bulharsko |
|                     | (Report) | Mutu 41' (pen.) | Helsinský olympijský stadion, Helsinky diváci: 11 500 rozhodčí: Anton Guenov, Bulharsko |

| 8. října 2005 20:30 |          |                             |                                                                  |
| Česko               | 0 – 2    | Nizozemsko                  | Toyota Arena, Praha diváci: 17 478 rozhodčí: Alain Sars, Francie |
|                     | (Report) | van der Vaart 31' Opdam 38' | Toyota Arena, Praha diváci: 17 478 rozhodčí: Alain Sars, Francie |

| 12. října 2005 16:00 |          |                                     |                                                                                     |
| Andorra              | 0 – 3    | Arménie                             | Estadi Comunal d'Aixovall, Andorra la Vella diváci: 430 rozhodčí: Ian Stokes, Irsko |
|                      | (Report) | Sonejee 40' (vl.) Hakobyan 52', 62' | Estadi Comunal d'Aixovall, Andorra la Vella diváci: 430 rozhodčí: Ian Stokes, Irsko |

| 12. října 2005 18:30 |          |                              |                                                                                                  |
| Finsko               | 0 – 3    | Česko                        | Helsinský olympijský stadion, Helsinky diváci: 11 234 rozhodčí: Manuel Mejuto Gonzales Španělsko |
|                      | (Report) | Jun 6' Rosický 51' Heinz 58' | Helsinský olympijský stadion, Helsinky diváci: 11 234 rozhodčí: Manuel Mejuto Gonzales Španělsko |

| 12. října 2005 19:30 |          |           |                                                                            |
| Nizozemsko           | 0 – 0    | Makedonie | Amsterdam ArenA, Amsterdam diváci: 50 000 rozhodčí: Stefano Farina, Itálie |
|                      | (Report) |           | Amsterdam ArenA, Amsterdam diváci: 50 000 rozhodčí: Stefano Farina, Itálie |

## Střelci
| Pozice | Hráč                | Země       | Branky |
| ------ | ------------------- | ---------- | ------ |
| 1      | Jan Koller          | Česko      | 9      |
| 1      | Ruud van Nistelrooy | Nizozemsko | 9      |
| 2      | Adrian Mutu         | Rumunsko   | 7      |
| 2      | Alexej Jeremenko    | Finsko     | 7      |
| 5      | Tomáš Rosický       | Česko      | 6      |
| 6      | Milan Baroš         | Česko      | 5      |
| 6      | Vratislav Lokvenc   | Česko      | 5      |
| 6      | Goran Pandev        | Makedonie  | 5      |
| 6      | Philip Cocu         | Nizozemsko | 5      |
| 10     | Jan Polák           | Česko      | 4      |
| 10     | Mikael Forssell     | Finsko     | 4      |
| 12     | Dirk Kuijt          | Nizozemsko | 3      |
| 12     | Daniel Pancu        | Rumunsko   | 3      |